# Осока мохнатая
Осо́ка мохна́тая, или Осо́ка коротковолоси́стая (лат. Carex hirta) — многолетнее травянистое растение, типовой вид рода Осока (Carex) семейства Осоковые (Cyperaceae).

## Ботаническое описание

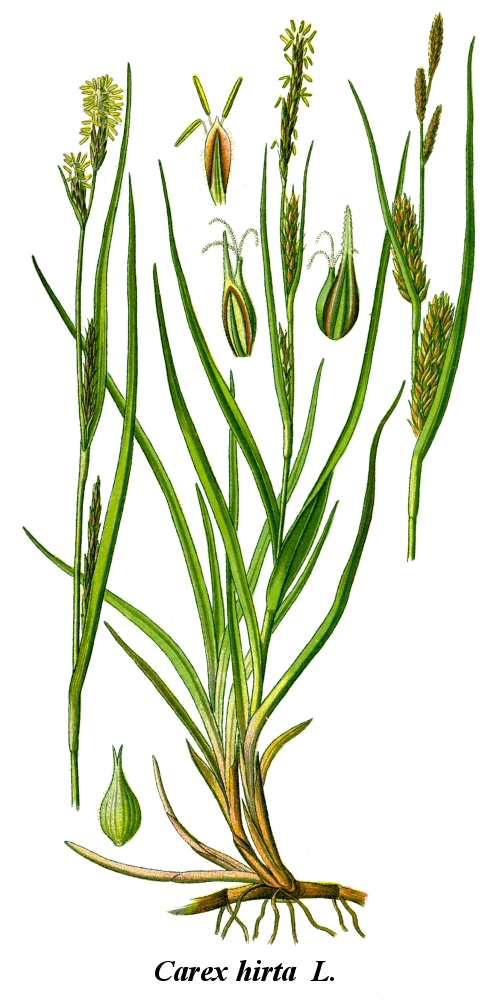

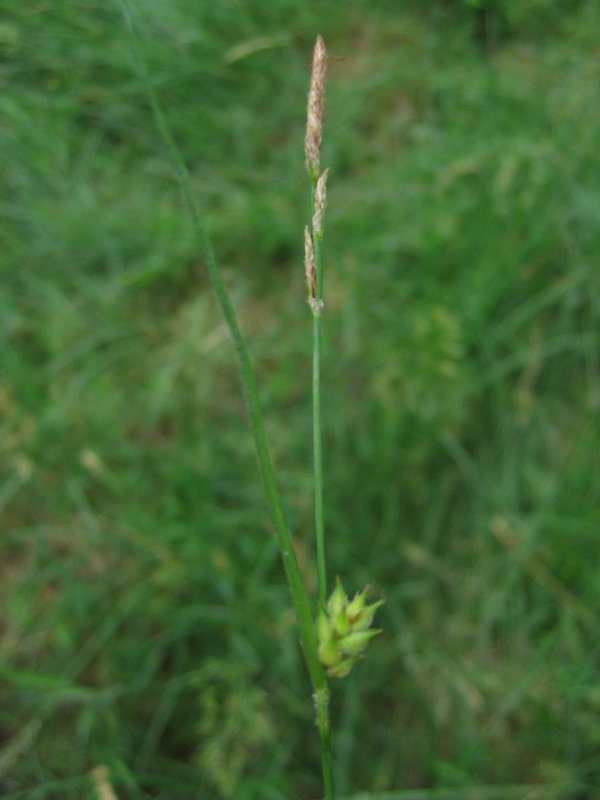
Соцветие

Трава  ярко-зелёной или сизо-зелёной окраски с ползучими корневищами, образующая рыхлые дерновины, дающая длинные (горизонтальная часть 10—40 см длиной:13) утолщённые побеги двух видов: апогеотропные и диагеотропные . Один из редких видов осок, дающих удлинённые вегетативные побеги:20.
Стебли прямостоячие гладкие, 10—60 см высотой, у основания одетые гладкими , красновато-бурыми, безлистными влагалищами, у соцветия шероховатые.
Пластинки листьев 2—4(5) мм шириной, опушённые с обеих сторон, редко голые, тонко заострённые, короче стебля.
Колоски в числе 3—5, книзу возможно сильно расставленные. Верхние (1)2—3(5) колосков тычиночные, сближенные, булавовидно-ланцетные, 1,5—3 см длиной; остальные пестичные, цилиндрические, 1,5—4 см длиной, 0,8 см шириной, рыхлые, нижние обычно на ножках до 2 см длиной. Пестичные колоски расположены почти по всему стеблю. Чешуи тычиночных колосков обратнояйцевидные, шиповато-заострённые, светло-ржавые, возможно волосистые. Чешуи пестичных колосков продолговато-яйцевидные, возможно длинноостистые, светло-ржавые, в средине светло-зелёные, рассеянно-волосистые, с тремя жилками, короче мешочков. Рылец 3. Мешочки 5,5—7 мм длиной, тонкокожистые, продолговато-конически-яйцевидные, обычно по всей поверхности густо-волосистые, вздуто-трёхгранные, зеленоватые или ржаво-крапчатые, с выступающими, несколько утолщёнными жилками, почти сидячие, постепенно суженные в удлинённый щетинистый, несколько растопыренный носик. Носик 1,5—3,5 мм длиной, зеленовато-желтоватый, не отличающийся по цвету от остальной части мешочка, с шиловидными, твёрдыми зубцами (0,5)1—2,5(3) мм длиной. Нижний кроющий лист большей частью с длинным влагалищем, почти равен соцветию.
Цветение длится с апреля по июнь.
Плодоносит в мае—июне.
Число хромосом 2n=112.
Варьирует по степени опушения влагалищ и пластинок листьев: от рассеянно-волосистых до голых и только у верхнего края плёнчатой стороны влагалища всегда волосистых. Обычно опушены все части листа, а в условиях избыточного увлажнения нередки побеги с голыми листьями. Волоски у этого вида своеобразны: стенки их имеют небольшие выпуклости (мамиллозны), тогда как у других видов осок волоски с гладкими стенками.

## Распространение
Европа; Европейская часть России: все районы, кроме Арктики; Кавказ; Прибалтика; Украина; Беларусь; Молдова; Дальний Восток: Уссурийский край (юг, заносное); Западная Азия: Турция, Иран (хребет Кухруд); Северная Америка (заносное); Северная Африка.
Растёт на приречных склонах и берегах водоёмов, на влажных и сухих песчаных участках, в глинистых местах, на сырых лугах и пастбищах, в светлых лиственных лесах, на опушках, в зарослях кустарников, по краям дорог и насыпей.

## Использование
В корневищах найдены сапонины, следы эфирного масла, крахмал, смолы, а в листьях — алкалоиды.
В народной медицине отвар корневищ используется как лёгкое отхаркивающее при бронхите и при заболеваниях нервной системы. Применение его противопоказано при гастрите и язвенной болезни желудка.